# بيت الملك
بيت الملك قرية في بيت ياشوط في سوريا تتبع محافظة اللاذقية، وهي أحد الأجزاء الرئيسية لقرية بيت ياشوط وتقع على خط العرض 35.31 وخط الطول 36.12.

## الموقع والاسم
تقع في القسم السفلي من بيت ياشوط وتتواجه مباشرة مع حفّة عين التينة، وهذا ما يحجب عنها البحر ومنظر غروب الشمس. يمر بها الطريق  بين عين قيطة و جبلة.

## التاريخ
باعتبارها حي من بيت ياشوط فتاريخها نفس تاريخ بيت ياشوط.